# Arrolla longicauda
Arrolla longicauda är en insektsart som beskrevs av Rentz, D.C.F. 1990. Arrolla longicauda ingår i släktet Arrolla och familjen Gryllacrididae. Inga underarter finns listade i Catalogue of Life.